# Oljas Bektenov
Oljas Abaiūly Bektenov (în kazahă Олжас Абайұлы Бектенов; n. 13 decembrie 1980, Alma-Ata, URSS) este un politician kazah care ocupă funcția de prim-ministru al Kazahstanului din anul 2024.
Anterior mandatului său de prim-ministru, Bektenov a deținut diverse funcții, printre care cea de vicepreședinte al Agenției pentru Afaceri ale Serviciului Public și Anticorupție începând cu 2018, iar ulterior a fost președinte al Agenției Anticorupție între 2022 și 2023. De asemenea, a fost numit șef al Administrației Prezidențiale.

## Biografie
Născut în orașul Alma-Ata, Republica Sovietică Socialistă Kazahă, astăzi numit Almatî, Bektenov a absolvit cu onoruri Academia de Stat de Drept din Kazahstan, cunoscută în prezent sub denumirea de Universitatea KAZGUU, în anul 2001, obținând o diplomă în jurisprudență. Și-a continuat parcursul academic prin obținerea titlului de candidat în științe juridice, concentrându-și teza de doctorat asupra temei „Problemele organizatorice și juridice ale prevenirii delicvenței administrative a minorilor în Republica Kazahstan”.
De-a lungul carierei sale, Bektenov a deținut diverse funcții de conducere. Și-a început activitatea în calitate de specialist principal în cadrul Departamentului de Justiție din Almatî, între anii 2002 și 2005, iar ulterior a devenit expert, apoi expert principal în departamentul juridic al Cancelariei Prim-ministrului Kazahstanului, în perioada 2005–2006.
În anii următori, Bektenov a ocupat poziții-cheie în cadrul guvernului kazah. A activat în Administrația Prezidențială sub conducerea lui Nursultan Nazarbaev între 2006 și 2009 și a fost vicepreședinte al Comitetului pentru Servicii de Înregistrare și Asistență Juridică din cadrul Ministerului Justiției între 2009 și 2012.
În anii care au urmat, Bektenov a fost implicat în lupta împotriva corupției în Kazahstan. A ocupat funcția de șef de departament în cadrul sediului central al Agenției pentru Combaterea Infracțiunilor Economice și a Corupției din Kazahstan (Poliția Financiară) între 2012 și 2014, apoi a fost șef de cabinet al Akimatului orașului Astana începând cu luna iulie 2015, iar ulterior a condus Secretariatul Șefului Administrației Prezidențiale.

## Agenția Anticorupție

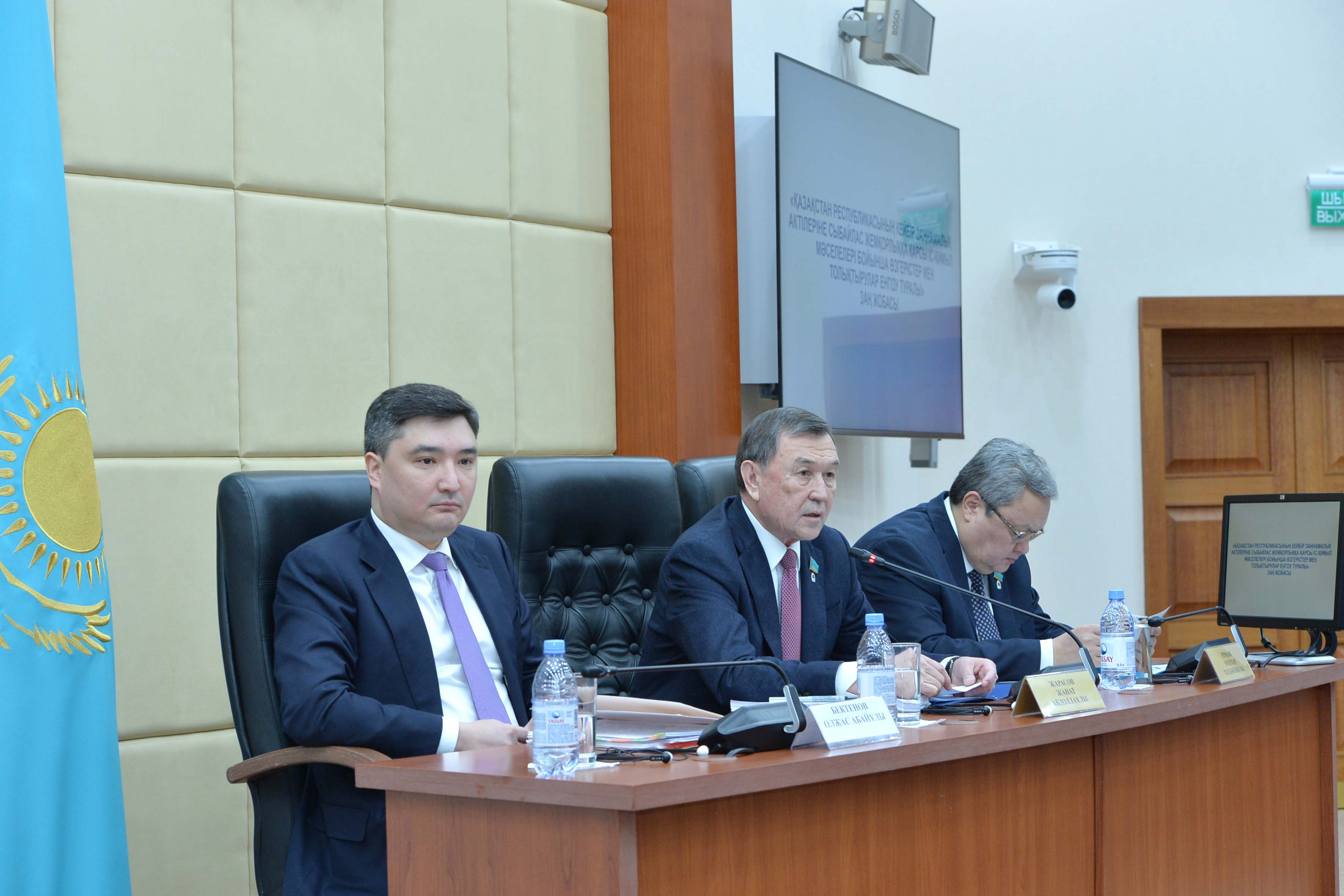
Bektenov în timpul unei reuniuni parlamentare, februarie 2020

Ca recunoaștere a serviciilor și calităților sale de conducere, Bektenov a fost numit, la 1 iunie 2018, în funcția de vicepreședinte al Agenției Republicii Kazahstan pentru Afaceri ale Serviciului Public și Anticorupție (Antikor). A deținut această funcție timp de un an, până la revocarea sa, la 20 iunie 2019. La scurt timp, la 26 iunie 2019, Bektenov a fost numit prim-vicepreședinte al agenției.
În această calitate, Bektenov a subliniat importanța rolului pe care conducerea Antikor îl poate juca în apărarea drepturilor antreprenorilor. El a evidențiat necesitatea luării în considerare a problemelor sociale la nivel regional și implementarea unor măsuri eficiente pentru soluționarea acestora, subliniind că rezultatele ar trebui să fie benefice atât pentru cetățeni, cât și pentru mediul de afaceri.
La 25 februarie 2022, Bektenov a fost numit președinte al Agenției Anticorupție a Republicii Kazahstan. Numirea sa a avut loc în urma revoltelor din ianuarie 2022, perioadă în care Antikor, sub conducerea sa, a investigat tranzacțiile financiare ale rudelor fostului președinte Nursultan Nazarbaev. Aceste investigații au condus la arestarea nepotului lui Nazarbaev, Kairat Satybaldy, acuzat de fraudarea companiei Kazakhtelecom și a unei întreprinderi de servicii feroviare, precum și a ginerelui său, Kairat Boranbayev, pentru acte de corupție în sectorul cvasi-public. Ambii au fost condamnați la câte șase ani de închisoare.
Pe parcursul mandatului său, Antikor, sub conducerea lui Bektenov, a investigat o serie de cazuri de corupție de mare amploare, printre care cel al lui Medet Qumarğaliev, fost director general al Operator ÖKM LLP, acuzat de delapidarea a peste 20 de miliarde de tenge prin supraevaluarea costurilor de reciclare auto în perioada 2016–2021. Un alt caz a vizat activitatea lui Nurlan Masimov, văr al fostului președinte al Comitetului de Securitate Națională și ex-prim-ministru Karim Massimov⁠(d), care a condus Direcția Poliției din regiunea Pavlodar și a fost acuzat de planificare bugetară și utilizare ineficientă a fondurilor publice. În plus, a fost descoperit un caz privind înmatricularea ilegală a autovehiculelor de către un grup infracțional organizat din cadrul întreprinderii de stat „Guvern pentru Cetățeni”, ceea ce a dus la înregistrarea ilegală a 486 de vehicule și prejudicii financiare aduse statului și cetățenilor în valoare de aproximativ un miliard de tenge.
În decembrie 2022, Bektenov s-a întâlnit la Paris cu Charles Duchaine, directorul Agenției Franceze Anticorupție, ocazie cu care a fost semnat un memorandum de cooperare în vederea prevenirii și combaterii corupției.
Sub conducerea lui Bektenov, au avut loc schimbări semnificative în conducerea instituției, ca urmare a identificării unor acte de corupție în interiorul agenției: peste 100 de angajați Antikor au fost sancționați disciplinar, iar nouă dintre aceștia au fost condamnați penal. Totodată, au fost recuperate active în valoare de peste 650 de miliarde de tenge, care au fost redirecționate pentru construirea de grădinițe și școli în Kazahstan. Au fost realizate analize externe privind riscurile de corupție în sectorul cvasi-public, inclusiv în cadrul Samruk-Kazyna și Kazahstan temir joli, care au dus la identificarea unor nereguli și la inițierea de dosare penale.
Bektenov a introdus, de asemenea, Harta Riscurilor de Corupție, un instrument menit să evidențieze regiunile cele mai afectate de corupție și să permită o monitorizare mai eficientă a acestora. În plus, a fost lansat proiectul „Bizneske Jol”, cu participarea a 6.000 de antreprenori, destinat sprijinirii mediului de afaceri. Tot în timpul mandatului său a fost adoptată Legea „Cu privire la îmbogățirea ilegală”, fiind eliminată posibilitatea eliberării condiționate pentru persoanele condamnate pentru infracțiuni grave de corupție.

## Administrația Tokayev
La 3 aprilie 2023, Bektenov a fost numit șef al Administrației Prezidențiale a președintelui Qasym-Jomart Toqaev. Din această poziție, el s-a concentrat pe reducerea birocrației și creșterea eficienței administrative prin restructurarea aparatului prezidențial, care a inclus comasarea departamentelor paralele pentru eliminarea redundanțelor și introducerea unor funcții de asistenți specializați pe domenii-cheie precum economia și politica externă. Restructurarea a implicat, de asemenea, eliminarea funcțiilor de șefi adjuncți, înlocuite cu noile posturi de „asistenți ai președintelui”. Totodată, Bektenov a facilitat capacitatea guvernului de a adopta și ajusta în mod independent concepte socioeconomice și planuri de dezvoltare regională, reducând nevoia aprobărilor constante din partea executivului.

## Prim-ministru al Kazahstanului

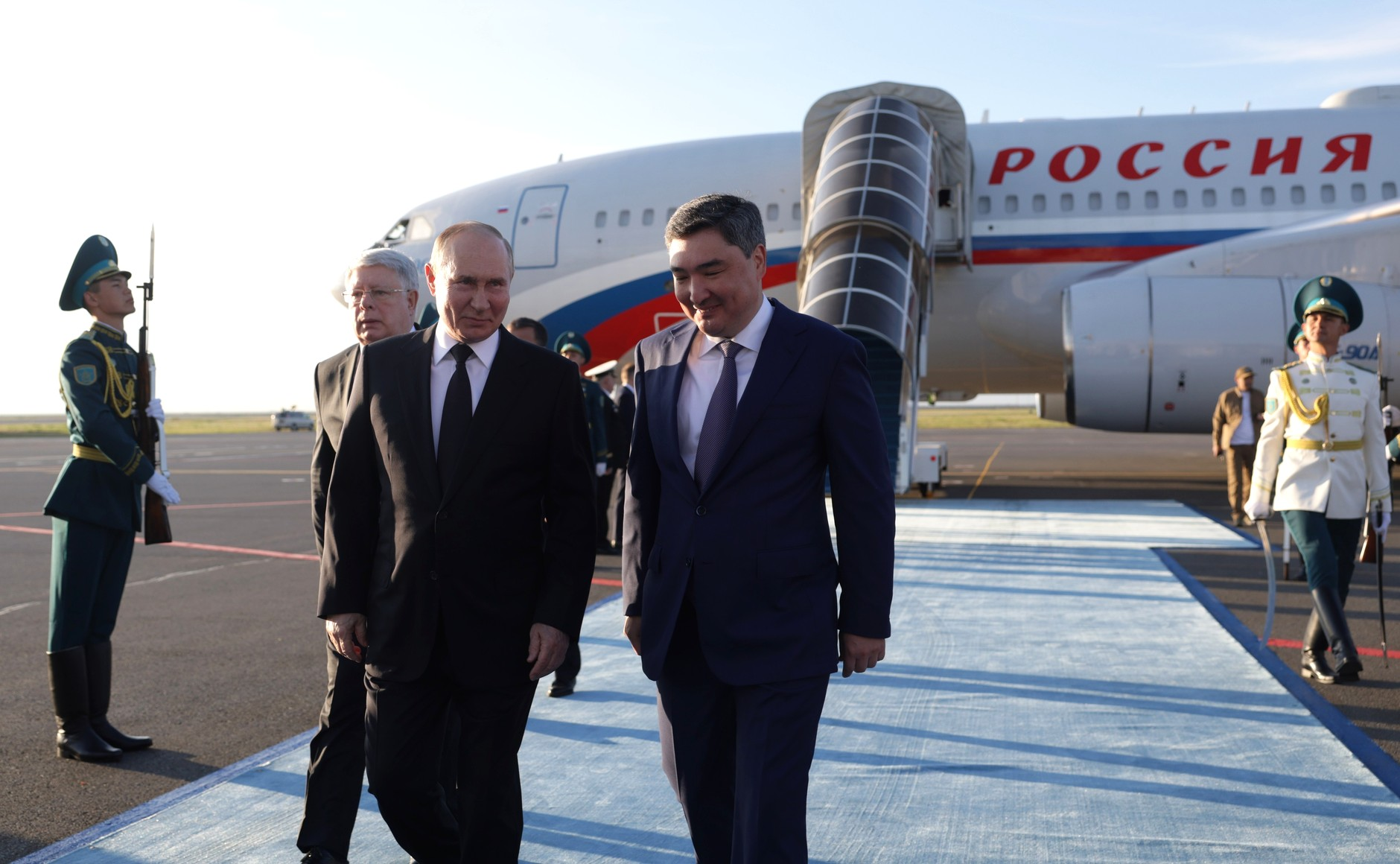
Oljas Bektenov și Vladimir Putin la Astana, 3 iulie 2024

După demisia guvernului, partidul de guvernământ Amanat l-a susținut pe Bektenov pentru funcția de prim-ministru al Kazahstanului, la 6 februarie 2024. Președintele Qasym-Jomart Toqaev a înaintat candidatura acestuia în numele partidului, iar Mäjilisul (Parlamentul Kazahstanului) a aprobat-o în aceeași zi, numindu-l oficial în fruntea noului executiv, Bektenov devenind astfel primul silovik care ajunge prim-ministru în istoria Kazahstanului independent.
În urma aprobării parlamentare, Bektenov a declarat în fața deputaților că va acorda prioritate întreprinderilor naționale în detrimentul intereselor străine, în special în sectorul agricol, promițând totodată îmbunătățirea infrastructurii și reducerea cheltuielilor inutile.
La scurt timp după preluarea mandatului, în cadrul unei ședințe de guvern, Bektenov a proclamat că guvernul său va fi unul „al acțiunilor decisive”, orientat spre creșterea ritmului de dezvoltare, diversificarea economiei, atragerea de investiții și soluționarea provocărilor. A cerut miniștrilor să acționeze independent și să intervină rapid la nivelul propriilor sectoare, subliniind că „ritmul de lucru al guvernului va fi alert, iar exigențele vor fi ridicate”.
Una dintre primele mari provocări cu care s-a confruntat guvernul Bektenov a fost reprezentată de inundațiile din Asia Centrală din 2024, care au afectat zece regiuni ale Kazahstanului. Aceasta a dus la numirea lui Kanat Bozumbayev în funcția de viceprim-ministru, marcând astfel „revenirea sa în politică”.
Pe durata mandatului său, pe care l-a definit drept „Mai puține vorbe, mai multe fapte”, Bektenov a adus în mod repetat în discuție starea economiei Kazahstanului, al cărei PIB a fost raportat ca fiind în creștere. În septembrie 2024, acesta a prezentat un raport președintelui Tokayev privind evoluția economică.

## Viață personală
Bektenov este cunoscut ca fiind căsătorit și are trei copii, însă numele membrilor familiei sale nu sunt cunoscute publicului – aspect pe care jurnalistul Vadim Boreiko îl consideră neobișnuit și ilustrativ pentru gradul de secretomanie al oficialilor din epoca Tokayev.
Jurnalistul kazah Azamat Maitanov din Atyraú a afirmat că Bektenov ar fi ajuns la putere prin nepotism, susținând că este ginerele lui Adilbek Zhaksybekov. Activistul Sanjar Boqaev și scriitorul Vadim Boreiko au remarcat că există într-adevăr paralele între carierele celor doi, însă nu au putut găsi suficiente informații pentru a confirma sau infirma această afirmație.